# Hồ Ngải Đinh
Hồ Ngải Đinh (tiếng Trung: 艾丁湖, tiếng Duy Ngô Nhĩ: ئايدىڭكۆل, Aydingkul hay Ayding) là một hồ nằm trong bồn địa Thổ Lỗ Phiên thuộc huyện cấp thị Thổ Lỗ Phiên của địa khu Thổ Lỗ Phiên trong khu tự trị Tân Cương, Trung Quốc. Nằm tại độ cao 154 m dưới mực nước biển, nó là vùng đất có cao độ thấp thứ hai trên Trái Đất, chỉ sau thung lũng biển Chết. Hồ này hiện nay đã hoàn toàn khô cạn và ở trạng thái nhiều bùn lầy và muối lắng đọng.
Người Trung Quốc cổ đại gọi nó là 觉洛浣 (giác lạc hoán), tên gọi trong tiếng Duy Ngô Nhĩ đọc tựa như Ngải Đinh khố lặc, về ý nghĩa là hồ của ánh sáng mặt trăng (Nguyệt Quang hồ), do ven hồ là sắc trắng do muối lắng đọng tạo ra. Hồ cách huyện cấp thị Thổ Lỗ Phiên khoảng 33 km về phía nam đông nam của đô thị ốc đảo này. Nguyên thủy, hồ này có chiều dài theo hướng đông tây khoảng 40 km, chiều rộng theo hướng bắc-nam khoảng 8 km, diện tích khoảng 152 kilômét vuông, do vận động kiến tạo sơn hình thành dãy núi Himalaya tạo nên khoảng 2,49 triệu năm trước. Tới năm 1958 hồ chỉ còn diện tích khoảng 22 km² và độ sâu không quá 0,8 m. Tới năm 2000, trừ phần phía tây nam còn một hồ nhỏ thì toàn bộ hồ đã khô cạn.